# 中山晴喜
中山 晴喜（なかやま はるき、1964年〈昭和39年〉8月13日 - ）は、日本の実業家。株式会社エヌエイチインターナショナル代表取締役、株式会社アミューズキャピタルインベストメント代表取締役社長、公益財団法人中山隼雄科学技術文化財団代表理事兼理事長。株式会社シアターH代表取締役会長。株式会社マーベラス創業者。東京都出身。東京都港区在住。

## 経歴
中央大学法学部を卒業。1989年にバンダイに入社。1993年にセガ・エンタープライゼス（現・セガ）に転職。『バーチャファイター』『サクラ大戦』などのメディアミックスに携わった後、1997年にマーベラスエンターテイメント（現・マーベラス）を設立、代表取締役社長に就任。2011年にAQインタラクティブ、ライブウェアと統合に伴い、取締役会長に就任。2015年に代表取締役会長兼社長に就任。
2019年に健康上の理由で代表取締役会長兼社長を退任。復帰に関しては、決算説明会での質疑応答にて未定としている。
2023年4月3日にシアターHを設立、代表取締役会長に就任。2024年6月に東京都品川区の大井競馬場前に開業した「シアターH」の運営に関わる。

## 略歴
- 1989年（平成元年）3月 - 中央大学法学部卒業[3]。
- 1989年（平成元年）4月 - 株式会社バンダイ入社[9]。
- 1992年（平成4年）8月 - 株式会社エヌエイチインターナショナル代表取締役（現任）[9]。
- 1993年（平成5年）4月 - 株式会社セガ・エンタープライゼス（現・株式会社セガ）入社[9]。
- 1994年（平成6年）4月 - 財団法人中山隼雄科学技術文化財団（現・公益財団法人中山隼雄科学技術文化財団）常務理事[10]。
- 1997年（平成9年）6月 - 株式会社マーベラスエンターテイメント（現・株式会社マーベラス）設立 代表取締役社長[9]。
- 1998年（平成10年）12月 - 株式会社アミューズキャピタル取締役[10]。
- 1999年（平成11年）5月 - 株式会社カズプロジェクト取締役[10]。
- 2000年（平成12年）5月 - 株式会社エーアイエレクトロニクス取締役[10]。
- 2003年（平成15年）3月 - 株式会社ビクターインタラクティブソフトウェア代表取締役社長[10]。
- 2004年（平成16年）4月 - 株式会社アミューズキャピタルインベストメント設立 代表取締役社長（現任）[9]。
- 2004年（平成16年）12月 - Rising Star Games Limited CEO[10]。
- 2005年（平成17年）4月 - 株式会社マーベラススタジオ（現・株式会社デルファイサウンド）取締役会長[10]。
- 2005年（平成17年）5月 - Marvelous Entertainment USA, Inc. 社長兼CEO[10]。
- 2005年（平成17年）6月 - 株式会社マーベラスインタラクティブ代表取締役会長[10]。
- 2005年（平成17年）6月 - 株式会社マーベラス音楽出版代表取締役社長[10]。
- 2006年（平成18年）3月 - 株式会社マーベラスインタラクティブ代表取締役会長[10]。
- 2006年（平成18年）4月 - 財団法人中山隼雄科学技術文化財団（現・公益財団法人中山隼雄科学技術文化財団）代表理事兼理事長（現任）[9]。
- 2011年（平成23年）9月 - 株式会社トラスト・テック（現・株式会社ビーネックスグループ）社外取締役[9]。
- 2011年（平成23年）10月 - 株式会社マーベラスAQL（現・株式会社マーベラス）取締役会長[11]。
- 2011年（平成23年）11月 - Checkpoint Studios Inc. 取締役[10]。
- 2012年（平成24年）3月 - XSEED JKS, Inc.（現・Marvelous USA, Inc.）会長兼CEO[10]。
- 2012年（平成24年）4月 - MAQL Europe Limited（現・Marvelous Europe Limited）設立 会長[12]。
- 2012年（平成24年）9月 - XSEED JKS, Inc.（現・Marvelous USA, Inc.）会長[12]。
- 2013年（平成25年）1月 - 株式会社エンタースフィア取締役[12]。
- 2013年（平成25年）4月 - 株式会社マーベラスAQL（現・株式会社マーベラス）代表取締役会長[13]。
- 2014年（平成26年）4月 - 株式会社マーベラスAQL（現・株式会社マーベラス）代表取締役会長CEO[14]。
- 2015年（平成27年）4月 - 株式会社マーベラス代表取締役会長兼社長CEO[15]。
- 2016年（平成28年）10月 - 株式会社代々木アニメーション学院社外取締役[16]。
- 2018年（平成30年）4月 - Marvelous USA, Inc. 取締役[17]。
- 2019年（令和元年）6月 - 株式会社マーベラス退職[18]。
- 2023年（令和5年）4月3日 - 株式会社シアターH代表取締役会長[2]。

## 親族
- 父：中山隼雄（株式会社アミューズキャピタル代表取締役会長兼CEO）

## 作品一覧

### テレビアニメ
- 2002年 ホイッスル!（製作）
- 2003年 GUNSLINGER GIRL（製作）
- 2004年 吟遊黙示録マイネリーベ（製作）
- 2004年 BECK（企画）
- 2004年 ジパング（企画）
- 2005年 蟲師（製作）
- 2006年 吟遊黙示録マイネリーベwieder（製作）
- 2006年 Strawberry Panic（企画）
- 2006年 まもって!ロリポップ（企画）
- 2006年 はぴねす!（企画）
- 2014年 幕末Rock（エグゼクティブプロデューサー）
- 2014年 東京喰種トーキョーグール（エグゼクティブプロデューサー）
- 2014年 暁のヨナ（エグゼクティブプロデューサー）
- 2015年 東京喰種トーキョーグール√A（エグゼクティブプロデューサー）
- 2016年 ディバインゲート（エグゼクティブプロデューサー）
- 2016年 クオリディア・コード（エグゼクティブプロデューサー）
- 2016年 刀剣乱舞-花丸-（製作）
- 2017年 戦刻ナイトブラッド（エグゼクティブプロデューサー）
- 2018年 続 刀剣乱舞-花丸-（製作）
- 2018年 Fate/EXTRA Last Encore（企画）
- 2018年 東京喰種トーキョーグール:re（企画）
- 2018年 千銃士（企画）
- 2018年 閃乱カグラ SHINOVI MASTER -東京妖魔篇-（企画）

### OVA
- 1996年 ソニック★ザ★ヘッジホッグ（製作）
- 1996年 パンツァードラグーン（製作）
- 2002年 HUNTER×HUNTER OVA（製作）
- 2003年 HUNTER×HUNTER GREED ISLAND（製作）
- 2003年 機動新撰組 萌えよ剣（製作）
- 2004年 HUNTER×HUNTER G・I Final（製作）
- 2005年 スクールランブル 一学期補習（製作）
- 2007年 MURDER PRINCESS（企画）
- 2014年 新テニスの王子様 OVA vs Genius10（企画）
- 2015年 東京喰種トーキョーグール【JACK】（エグゼクティブプロデューサー）
- 2015年 東京喰種トーキョーグール【PINTO】（エグゼクティブプロデューサー）

### アニメ映画
- 1997年 新世紀エヴァンゲリオン劇場版 シト新生（製作補）
- 1997年 新世紀エヴァンゲリオン劇場版 Air/まごころを、君に（製作補）
- 2005年 映画 ふたりはプリキュア Max Heart（製作）
- 2005年 映画 ふたりはプリキュア Max Heart 2 雪空のともだち（製作）
- 2006年 映画 ふたりはプリキュア Splash Star チクタク危機一髪!（製作）
- 2007年 映画 Yes!プリキュア5 鏡の国のミラクル大冒険!（製作）
- 2008年 映画 Yes!プリキュア5GoGo! お菓子の国のハッピーバースディ♪（製作）
- 2009年 映画 プリキュアオールスターズDX みんなともだちっ☆奇跡の全員大集合!（製作）
- 2009年 映画 フレッシュプリキュア! おもちゃの国は秘密がいっぱい!?（製作）
- 2010年 映画 プリキュアオールスターズDX2 希望の光☆レインボージュエルを守れ!（製作）
- 2010年 映画 ハートキャッチプリキュア! 花の都でファッションショー…ですか!?（製作）
- 2011年 映画 プリキュアオールスターズDX3 未来にとどけ! 世界をつなぐ☆虹色の花（製作）
- 2011年 劇場版 テニスの王子様 英国式庭球城決戦!（製作）
- 2013年 映画 ドキドキ!プリキュア マナ結婚!!?未来につなぐ希望のドレス（製作）
- 2014年 映画 プリキュアオールスターズNewStage3 永遠のともだち（製作）
- 2014年 映画 ハピネスチャージプリキュア! 人形の国のバレリーナ（製作）
- 2015年 映画 Go!プリンセスプリキュア Go!Go!!豪華3本立て!!!（製作）
- 2016年 映画 プリキュアオールスターズ みんなで歌う♪奇跡の魔法!（製作）
- 2016年 映画 魔法つかいプリキュア! 奇跡の変身!キュアモフルン!（製作）
- 2017年 映画 プリキュアドリームスターズ!（製作）
- 2017年 映画 キラキラ☆プリキュアアラモード パリッと!想い出のミルフィーユ!（製作）
- 2018年 映画 プリキュアスーパースターズ!（製作）

### 実写映画
- 1995年 人造人間ハカイダー（プロデューサー）
- 1995年 横浜ばっくれ隊 純情ゴロマキ死闘篇（製作）
- 1996年 麗霆゛子 レディース!!MAX（製作）
- 1996年 LAST BRONX 東京番外地（製作総指揮）
- 1997年 Give me a Shake レディースMAX（製作）
- 1997年 タイム・リープ（製作）
- 2009年 2STEPS!（製作）
- 2009年 花ゲリラ（製作）
- 2009年 新宿区歌舞伎町保育園（製作）
- 2011年 石の降る丘（製作）
- 2019年 映画刀剣乱舞-継承-（製作）